# Otočić Planatak Mali
Otočić Planatak Mali är en ö i Kroatien.   Den ligger i länet Zadars län, i den södra delen av landet, 210 km söder om huvudstaden Zagreb.